# Roggentin (bei Rostock)
Roggentin település Németországban, Mecklenburg-Elő-Pomeránia tartományban. Lakosainak száma 2731 fő (2023. december 31.). Roggentin Rostock, Broderstorf és Dummerstorf községekkel határos.

## Népesség
A település népességének változása:
| Lakosok száma | 2636 | 2661 | 2716 | 2734 | 2731 |
|               | 2017 | 2019 | 2021 | 2022 | 2023 |